# Kathryn Newton
Kathryn Love Newton (Orlando, 8 februari 1997) is een Amerikaanse actrice. Ze is vooral bekend geworden met rollen in de televisieseries Gary Unmarried, Big Little Lies en The Society.

## Prijzen en nominaties

### Academy Awards
| Jaar | Prijs                       | Categorie                                                                          | Werk                  | Uitslag     |
| ---- | --------------------------- | ---------------------------------------------------------------------------------- | --------------------- | ----------- |
| 2009 | Young Artist Award          | Beste uitvoering in een tv-serie (komedie of drama) - Ondersteunende jonge actrice | Gary Unmarried        | Genomineerd |
| 2010 | Young Artist Award          | Beste uitvoering in een tv-serie (komedie of drama) - Ondersteunende jonge actrice | Gary Unmarried        | Gewonnen    |
| 2011 | Young Artist Award          | Beste uitvoering in een tv-serie (komedie of drama) - Ondersteunende jonge actrice | Gary Unmarried        | Genomineerd |
| 2013 | Young Artist Award          | Beste uitvoering in een speelfilm - leidende jonge actrice                         | Paranormal Activity 4 | Gewonnen    |
| 2020 | Fright Meter Award          | Beste actrice                                                                      | Freaky                | Genomineerd |
| 2020 | Screen Actors Guild Award   | Uitstekende uitvoering door een ensemble in een dramaserie                         | Big Little Lies       | Genomineerd |
| 2021 | Critics' Choice Super Award | Beste actrice in een horrorfilm                                                    | Freaky                | Genomineerd |
| 2021 | Critics' Choice Super Award | Beste schurk in een film                                                           | Freaky                | Genomineerd |